# Ricimero
Flavio Ricimero (en latín: Flavius Ricimerus; c. 405-18 de agosto de 472) fue un jefe militar y gobernante de facto del Imperio romano de Occidente durante parte del siglo V.

## Biografía

### El origen de Ricimero
Ricimero fue un patricio romano hijo del príncipe suevo Requila y de una hija de Walia, rey de los visigodos, y era arriano, factor que le impediría llegar a ser emperador al estar el Senado controlado en su mayoría por católicos y paganos tradicionales.
Pasó su juventud en la corte del emperador romano de Occidente Valentiniano III, donde se destacó luchando a las órdenes de Aecio, el magister militum de Valentiniano para el Occidente del Imperio romano.
Las muertes de Valentiniano y Aecio en 454–455 dieron lugar a un vacío de poder en Occidente, por lo que, en un principio, Petronio Máximo intentó hacerse con el trono imperial, pero murió durante el saqueo de Roma por los vándalos del rey Genserico en mayo de 455.
Avito fue nombrado entonces emperador por los visigodos. Tras su llegada a Roma, Avito nombró a Ricimero comandante del menguado Imperio de Occidente, que entonces se reducía a Italia y parte del sur de Galia. Este consiguió reclutar un nuevo ejército y una flota a partir de las tribus germánicas mercenarias de las que pudo disponer.
Tras abandonar Roma, Genserico había dejado una poderosa flota bloqueando la costa italiana. En 456, Ricimero ordenó que su flota se hiciese al mar y venció a los vándalos en una batalla naval cerca de Córcega. También los derrotó por tierra cerca de Agrigento en Sicilia. Gracias a la popularidad que había conseguido tras sus victorias, Ricimero logró el consentimiento del Senado romano para lanzar una expedición contra el emperador Avito, al que derrotó en una terrible batalla en Piacenza el 16 de octubre de 456. Avito fue hecho prisionero, nombrado obispo de Piacenza y poco después condenado a muerte. Ricimero logró entonces que León I el Tracio, emperador romano de Oriente, le concediese el título de patricio.

### El «hacedor de emperadores»
Ricimero pasó el resto de su vida como gobernante de facto de lo que quedaba del Imperio de Occidente. Sin embargo, el modo en el que ejerció el poder hizo de él una de los personajes más controvertidos de su época. En tanto que arriano, no podía tomar para sí el título de Augusto (emperador), mientras que el poder que ejercía sobre el Augusto de Roma le confirió un gran prestigio e influencia sobre otros pueblos germánicos establecidos en Galia, Hispania y el norte de África. En esta situación, se le presentaban dos posibilidades: disolver la corte imperial de Occidente y gobernar oficialmente como dux (gobernador) de un único emperador en Constantinopla, o elevar al trono de Occidente a sus propios emperadores ficticios y gobernar a través de ellos. Debido al rechazo de la primera opción por parte de la nobleza romana de la que dependía para gobernar, se decidió por esta segunda opción y llegó incluso a grabar su propio nombre en las monedas junto con el del emperador.

#### Intrigas
En 457, Ricimero elevó a la dignidad imperial de Occidente a Julio Valerio Mayoriano, consiguiendo que León diese su aprobación. Pero Mayoriano demostró ser un gobernante capacitado que pronto resultó demasiado independiente y molesto. Tras unas exitosas campañas contra vándalos, alamanes, burgundios y visigodos, Mayoriano sería derrotado, seguramente a traición, por Genserico en Hispania, cerca de la actual ciudad de Valencia, cuando intentaba preparar una expedición contra este en 461. Ricimero le obligó entonces a abdicar e indujo su asesinato, que se produjo el 7 de agosto de 461. El sucesor que Ricimero colocaría en el trono fue Libio Severo, que resultaría más dócil que Mayoriano, pero que se tuvo que enfrentar a la falta de aprobación por parte de León en Oriente y a la rivalidad de Egidio en la Galia. Tras la muerte de Libio Severo en 465, atribuida a un envenenamiento instigado por el propio Ricimero, este hacedor de emperadores gobernó en Occidente durante dieciocho meses sin nombrar emperador.
Después de una larga disputa, en la cual él y Genserico, con el que ahora colaboraba, intentaron forzar a que León eligiese su propio candidato, Ricimero aceptó a Procopio Antemio, el candidato propuesto por León. Asimismo, tomó la diplomática decisión de casarse con la hija de Antemio, Alipia, y durante un cierto periodo de tiempo convivió en paz con él.
Ricimero dirigió entonces una gran parte de las fuerzas romanas en una expedición preparada por León contra Genserico en 468. Su comportamiento en la misma resultó altamente sospechoso y se pensó que Ricimero buscaba secretamente el fracaso de la expedición, lo que sucedió finalmente.
Cuatro años después, Ricimero se trasladó a Mediolanum (Milán) dispuesto a declarar la guerra a Antemio. San Epifanio, obispo de Milán, medió para lograr una breve tregua, tras la cual Ricimero se presentó de nuevo ante Roma con un ejército de germanos. Proclamó emperador a Anicio Olibrio, el candidato que él y Genserico habían apoyado anteriormente. Tras un asedio de tres meses, tomó la ciudad el 1 de julio de 472. Antemio fue asesinado por la propia mano de Ricimero, y Roma saqueada entonces por los soldados de Ricimero.

### Muerte
No se sabe a ciencia cierta cómo falleció Ricimero; algunas publicaciones indican que murió envenenado o víctima de algún tipo de cáncer devastador, el 18 de agosto de 472. Su título de magister militum pasó a su sobrino Gundebaldo.
La actuación de Ricimero contribuyó a la desintegración del Imperio romano de Occidente, pero, no obstante, defendió las provincias frente a los ostrogodos, alanos y vándalos.